# Населённые пункты Селтинского района
Муниципальное образование «Селтинский район» включает в себя 72 населённых пунктов: 9 сельских поселений в составе 7 сёл, 59 деревень, 2 починка и 4 выселка.
Административный центр района — село Селты.

## Перечень населённых пунктов
Далее приводится список населённых пунктов по муниципальным образованиям со статусом сельских поселений, в которые они входят. Жирным шрифтом выделены административные центры поселений.

### Валамазское, сельское поселение
- село Валамаз
- деревня Малый Валамаз
- деревня Аксеновцы
- деревня Егоровцы

### Кильмезское, сельское поселение
Административный центр муниципального образования село Селты, в состав поселения не входит
- деревня Мадьярово
- деревня Малый Жайгил
- деревня Большая Кильмезь-Бия
- починок Виняшур-Бия
- выселок Дружный
- деревня Виняшур-Бия
- деревня Малая Кильмезь-Бия
- деревня Головизнин Язок
- деревня Квашур
- деревня Лудзи-Жикья
- деревня Рязаново
- деревня Югдон

### Копкинское, сельское поселение
- село Копки
- деревня Кучер-Копки
- деревня Кырчим-Копки
- деревня Усайгурт
- деревня Старые Копки
- выселок Копкинский
- деревня Федоры
- деревня Аманы
- деревня Рысаи
- село Уть-Сюмси
- деревня Ботино
- выселок Уть-Сюмсинский
- село Андреевцы

### Колесурское, сельское поселение
- деревня Колесур
- деревня Рожки
- деревня Шаклеи
- деревня Большая Нырья
- деревня Пожгурт
- деревня Уметьгурт
- деревня Новая Жикья
- деревня Кельмовыр-Жикья
- деревня Чибьяншур
- деревня Льнозаводский

### Новомоньинское, сельское поселение
- деревня Новая Монья
- деревня Гамберово
- деревня Кочегурт
- деревня Эшметьгурт
- деревня Покровцы
- выселок Орловский
- деревня Круглый Ключ
- деревня Гобгурт
- деревня Мугло
- деревня Вутно
- деревня Старая Монья

### Селтинское, сельское поселение
- село Селты

### Сюромошурское, сельское поселение
- деревня Сюромошур
- деревня Аяшур
- деревня Большой Чибирь
- деревня Чашкагурт
- деревня Якимовцы
- деревня Кейлуд-Зюнья
- деревня Юмга-Омга
- деревня Чибирь-Зюнья

### Узинское, сельское поселение
- село Узи
- деревня Лыстем
- деревня Бабашур
- деревня Антошкино
- деревня Зенкей

### Халдинское, сельское поселение
- село Халды
- деревня Истомино
- деревня Мельничата
- деревня Бигеней
- деревня Юберинский Перевоз
- деревня Прой-Балма
- деревня Толошур
- починок Юберинский